# تیم ملی اتحادیه راگبی ژاپن
الگو:Infobox national rugby team
تیم ملی اتحادیه راگبی ژاپن (ژاپنی: ブレイブ・ブロッサムズ)، نماینده ژاپن در اتحادیه بین‌المللی راگبی مردان (راگبی ۱۵ نفره) است. ژاپن به‌طور سنتی قوی‌ترین قدرت اتحادیه راگبی در آسیا است و در طول سال‌ها از نتایج متفاوتی در برابر تیم‌های غیرآسیایی برخوردار بوده است.